# Josh Adeyeye
Josh Adeyeye (Fayetteville, Carolina del Norte, 6 de marzo de 1993) es un baloncestista estadounidense que actualmente se encuentra sin equipo. Con 1,96 metros de estatura, juega en la posición de escolta.

## Trayectoria deportiva

### Universidad
Comenzó su andadura universitaria en la Universidad Adventista de Washington, adscrita a la NAIA, donde jugó dos temporadas, promediando en la última de ellas 15,0 puntos y 6,1 rebotes por partido. En 2013 fue transferido al pequeño Sheridan College de Wyoming, desde donde dio por fin el salto a la División I de la NCAA, de la mano de los Dolphins de la Universidad de Jacksonville, donde jugó dos temporadas, promediando 8,6 puntos y 3,2 rebotes por partido.

### Profesional
Tras no ser elegido en el Draft de la NBA de 2016, firmó su primer contrato profesional con el RSV Eintracht Stahnsdorf de la ProB, el tercer nivel del baloncesto alemán, donde disputó una temporada, en la que promedió 17,6 puntos y 5,7 rebotes por partido.
En octubre de 2017 regresó a su país para incorporarse a los Maine Red Claws de la NBA G League.